# استسقاط
الاستسقاط هو محاولة ربط عدة أحداث أو أشياء منفصلة لا رابط يجمعها لتحميلها معنى جديدا ليس من أصل أي من الأحداث أو الأشياء نفسها كنوع من إضفاء الصفة العلمية أو المصداقية عليها أو إعطائها أهمية تفوق حجمها الحقيقي. وقد صُيغ هذا المصطلح في عام 1958 من قبل  كلاوس كونراد، الذي عرفه بأنه «الصلات التي لا مبرر لها» متبوعة «بمقاصد غير طبيعية لتجربة معينة»، لكنه تحدر لتمثيل ميل الإنسان إلى البحث عن أنماط في الطبيعة العشوائية بشكل عام، كالقمار، والظواهر الخارقة، والدين، وحتى في محاولات التأملات العلمية.

## التعاريف
وصف كونراد هذه الظاهرة بأنها تشويه للحقيقة يتمثل في الاضطراب العقلي لكنها أصبحت شائعة الاستخدام لوصف هذه العلاقات دون أن تعني بالضرورة وجود أي اضطرابات عصبية أو امرض عقلية. في عام 2008، صاغ مايكل شيرمر كلمة 'النمطية' بأنها «ميل للعثور على أنماط ذات معاني في ضجيج لا معنى له». في كتابه العقل المؤمن (2011)، عرف شيرمر النمطية بأنها «ميل للعثور على أنماط ذات معاني في ضجيج ذو معنى ولا معنى له.» يقول في أطروحته أن لدينا «الميل إلى بث أنماط ذات معنى، ونية، وواسطة»، التي يدعوها شيرمر «بـالوساطة».
في الإحصاءات، يعرف الاستسقاط كنوع من الخطأ - تحديد أنماط خاطئة في البيانات ويمكن مقارنتة مع ما يسمى بالإيجابيات الكاذبة في حالات اختبار أخرى.

## هوس الخوارق الطبيعية
بغض النظر عن ما إذا كانت بعض الظواهر «الخارقة» حقيقية، لكن حتى معظم المؤمنين الملتزمين يقرون على الأقل بأن عدد بسيط من مثل هذه الأحداث هي على الارجح حالات إسقاطية، بما في ذلك بعض الصور الفوتوغرافية للأشباح، والأجسام الطائرة مجهولة الهوية، وعلم دراسة الحيوانات الخفية كالغول والعنقاء، وهلم ما جرا.

## نظريات المؤامرة
ينكب منظرين المؤامرة أيضا على تحديد الأنماط (من قبيل الصدفة)، ويؤمنون أن لها أهمية عظيمة، على الرغم من أهمية الحياة، وتغير الحياة، بالإضافة إلى أن الكوارث ممكن أن تكون عشوائية الحدوث بكل بساطة.

## الدين
تعد محاولات التنبؤ بالمستقل، الحاضر، أو حتى الماضي بواسطة إيجاد أنماط معينة في أحشاء الحيوانات، أو من خلال رمي العصي، أو اختيار مقطع عشوائي من الكتاب المقدس أمثلة على الإسقاطات الدينية. وأكثر الأمثلة تطرفاً هو الباريدوليا أو (الوهم من خفايا العقل) الذي يعني رؤية وجوه الشخصيات الدينية في قطعة من الخبز المحمص، أو محفورة على قطعة خشبية، أو أنماط أخرى من هذا القبيل.
كما أن هنالك العديد من الأمثلة في عصرنا الحديث، كإيجاد الصليب في نصف حبة بطاطس. وظهور المسيح ومريم في برتقاله مقطوعة إلى النصف، وظهور وجه السيد المسيح على قطعة من الخبز المحمص، وفي الصقيع على نافذة السيارة، وداخل غطاء أطعمة المارمايت.

## المقامرة
يعد الاستسقاط سببا رئيسيا في لعب القمار لضحايا تَخَيَّلُوا أنهم يرون أنماط معينة تحدث عند لعبهم أرقام اليانصيب، وعجلة الروليت، بل وحتى البطاقات. وتعرف الاختلافات في هذه الحالة بمغالطة القمار.

## التزامن
صاغ كارل يونغ مصطلح التزامن «حدوث حدثين آنيا بدون أن يكون هنالك اية علاقة سببية تجمعهما» مما أدى إلى ظهور العوالم الاستكشافية الفلسفية. هذه المحاولة في إيجاد أنماط في عالم لا وجود للصدفة فيه إذ يساهم منظور المرء في وضع أسبابه الخاصة لمجموعة من الأحداث، يكون استسقاطا لا محالة. لذلك «فالتزامن يعني توافق آني لحاله نفسيه معينة مع حدث أو عدة أحداث خارجية والذي يظهر ذو معنى متوازيا لحالة وهميه لحظيه». (جيم يونغ، 1960)

## أمثلة

### الباريدوليا

رسم مكون من ثلاث دوائر وخط. هذا الرسم يعتبره الناس أنه يمثّل وجهاً، رغم أنه لا يحتوي سوى على قدر ضئيل من التفاصيل التي توجد في الوجه الحقيقي. يعتبر هذا من الأمثلة اليومية على الباريدوليا

الباريدوليا: نوع من انوع الاستسقاط والتي تشمل تخيل الصور أو الأصوات بسبب محفزات عشوائية، على سبيل المثال، سماع رنين الهاتف أثناء الاستحمام. الضوضاء الناتجة عن المياه الجارية تسبب خلفية عشوائية تتسب في إنتاج النمط الصوتي لرنين الهاتف. والتجربة الإنسانية الأكثر شيوعا هي تخيل رؤية الوجوه في الجمادات، وهذه ظاهرة ليست بالمفاجأة بالنظر إلى الجهد الهائل الذي يبذله العقل البشري في حفظ واستدعاء المئات بل وربما الآلاف من الوجوه المختلفة. يعني ذلك أن العقل يعمل بشكل جيد كآلة ومخزن للتعرف على الوجوه واستدعائها. وكنتيجة ثانوية لهذه الهبة في التعرف على الوجوه يرى الناس الوجوه حينما لا تكون متواجدة حقاً: فالناس حول العالم بإمكانهم رؤية «رجل في القمر»، ويعد الرسم الذي يتألف من ثلاث دوائر فقط، وخط والذي سيشير إليه حتى الأطفال على أنه وجه من الأمثلة اليومية على الباريدوليا.

### الخيال
- الروايات

وقد تجلت ظاهرة الاستسقاط عند روائيي ومنتجي أفلام ما بعد الحداثة مثل:
استخدام الاستسقاط في النص / الحبكة، رواية بيتر واتس -Blindsight، هوس تأليف الروايات الغامضة، رواية فلاديمير نابوكوف "-" الإشارات والرموز «؛، توماس بينشون- The Crying of Lot 49 and V، آلان مور- Watchmen، From Hell»، أمبرتو إيكو - The Name of the Rose and Foucault's Pendulum، وليام جيبسون- Pattern Recognition، جيمس كورسيو -Join My Cultارتورو بيريز Reverte - The Club Dumas
- الأفلام

Conspiracy Theory وDarren Aronofsky's وA Beautiful Mind وThe Number 23 وThe Nines		
في العدد الأخير من RIP باتمان، يفسر جوكر لمنظمة تحاول تدمير باتمان بأنه ليس هناك جدوى من ذلك لأن باتمان يتقدم عليه دائماً في معرفة كل مخططاته ضده. يعزو الجوكر هذا إلى الاستسقاط، قائلا بأن هذا ما قد دفعه إلى الجنون وحده.
يعد السرد أحد أهم الأدوات المعرفية البشرية في بناء الواقع، وهناك أرضية مشتركة بين الاستسقاط والمغالطات السردية مثل التحيز بعد فوات الأوان. وقد يرتبط التعرف على نمط ما بالخطط والأهداف، والايديولوجيات، وربما يكون مجرد مجموعة من الايديولوجيات بدلا من أن يكون وهم انفرادي، ومن الممكن أن يواجه المفسر صراعاً في محاولة تشخيص أو تحديد الاستسقاط.